# 椎名琴音
椎名 琴音（しいな ことね、1993年9月14日 - ）は、日本の女優、声優、シンガーソングライター。
神奈川県出身。多摩美術大学映像演劇学科卒業。声優活動においては、2020年よりリマックスと業務提携。俳優活動においては、かつてはアノレに所属していた。岩井俊二率いる音楽ユニット「ヘクとパスカル」のボーカル。山岸健太らとの音楽ユニット「4&1/2」でも活動する。愛称はこっちゃん。

## 来歴・人物
岩井俊二・桑原まこと「ヘクとパスカル」という音楽ユニットを組んでいる。映像作品へのエキストラ参加で交流のあった岩井が椎名の曲と歌声に惹かれ、岩井の誘いにより岩井が結成した同ユニットのデビュー曲であり、2014年1月期放送のテレビドラマ『なぞの転校生』（テレビ東京系）挿入歌の「風が吹いてる」のレコーディングから参加した。2015年3月18日に初のミニ・アルバム『ぼくら』を、2018年1月24日に初フルアルバム『キシカンミシカン（既視感未視感）』をリリース』。
「4&1/2」音楽ユニットを2019年にシンガーソングライター兼俳優の山岸健太、イラストレーターのデミらと結成。同年7月17日に初フルアルバム『Four and a Half Tatami Mat Days』をリリース。
特技はクラシックバレエ（海外留学経験あり）。

## 出演

### テレビドラマ
- エアーズロック（2012年4月 - 7月、東名阪ネット6） - ゴカンピーチ / 桜川桃花 役[6]
- 特選名画の人生座...3代目のキセキ（2013年7月27日、IMAGICA BS） - 真島さやか 役[7]
- ハクバノ王子サマ 純愛適齢期（2013年10月3日 - 12月26日、日本テレビ） - 中村沙織 役
- なぞの転校生（2014年1月11日 - 3月29日、テレビ東京） - 太田くみ 役
- 青山ワンセグ開発 ねんりき!北石器山高校超能力研究部（2014年2月6日 - 27日、NHK Eテレ） - 山子 役[8]
- 謎解きLIVE 忍びの里殺人事件（2014年9月13日 - 14日、NHK BSプレミアム） - 仁科三子 役
- 深夜食堂3 第2話（2014年10月27日、毎日放送制作、TBS系列） - 山田のりこ 役
- 謎解きLIVE 美白島殺人事件（2015年7月18日 - 19日、NHK BSプレミアム） - 仁科三子 役
- 謎解きLIVE 四角館の密室殺人事件（2016年1月23日 - 24日、NHK BSプレミアム） - 仁科三子 役
- 連続テレビ小説（NHK）
  - エール（2020年4月16日 - 2020年5月6日） - 踊り子 役

### 映画
- ヒゲとりぼん（2012年7月、Nekome Film） - きっこ役[9]
- エアーズロック〜まさかの劇場版〜（2012年11月、ガイナックス） - ゴカンピーチ / 桜川桃花 役
- 沈まない三つの家（2013年10月5日、監督:中野量太）
- 愛のはずみ（2013年1月、監督：佐藤悠玄） - 京子 役 [10]
- Black Balloon（2013年1月、監督：岩井俊二）
- おとぎ話みたい（2013年4月）- 駆け抜ける女の子 役
- そのまま（2014年1月、監督・脚本:椎名琴音） - しおり 役
- オールドフレンド（2014年、監督・脚本：内田裕基）
- タンノ姉妹（2014年7月、監督・脚本:椎名琴音） - 凛子 役
- 太陽の坐る場所（2014年10月） - 浅井倫子 役
- 近キョリ恋愛（2014年10月） - 生徒 役
- たまこちゃんとコックボー（2015年3月） - 星野ひな 役[11]
- 流星と少女（2015年9月20日、監督：片岡翔） - スー 役
- 恋する灯台プロジェクト「逆流竹取物語」（2016年11月1日、監督：大河原恵） - かぐや 役[12]
- 素敵すぎて素敵すぎて素敵すぎる（2025年9月27日公開予定、監督：大河原恵）[13][14]

### ミュージックビデオ
- うみのて「WORDS KILL PEOPLE」（2013年3月）
- 古川本舗「HOME」（2013年11月）
- KOH-EAST「礎」（2014年1月）
- ヘクとパスカル「風が吹いてる」（2014年）
- ヘクとパスカル「君の好きな色」（2016年）[15]
- ヘクとパスカル「Brake these chain」（2017年）
- Carlie「Get You feat.Kotone Sheena」歌唱出演（2016年）

### 舞台
- 旅立ちの旅立ち（2012年11月、ふじきみつ彦）
- monster＆moonstar / 演出・濱田真和 W主演 （2017年）
- 三人姉妹はホントにモスクワに行きたがっているのか？ / 演出・岩松了 （2018年）
- カクシンハン特別リーディング公演『ハムレット×SHIBUYA ～ヒカリよ、俺たちの復讐は穢れたか～』 / 作/演出・木村龍之介 ヒロイン役（2019年）

### 声優
- パラダイス（2013年、ひらのりょう）[16]
- チロルのりんごの木（2016年、NHK BSプレミアム） - エーデル 役
- 岩井俊二監督作品「メイキング・オブ・リップヴァンウィンクルの花嫁」（2016年、日本映画専門チャンネル） - ナレーション
- 資生堂「ザ・コラーゲン」WEBムービー（2016年） - 『こけ美の恋』こけ美 役
- 『Yahoo! JAPAN クリエイターズプログラム』ナレーション（2019年）

### 吹き替え
- トロールズ ミュージック★パワー（2020年10月2日、ギャガ） - Kポップ・ギャング 役[17]

### CM
- TOWNWORKERS [18]（2014年9月、endtitle「ぼくら」歌、監督・脚本：岩井俊二） - 二話「君の夢を読む」出演
- google CM「Android みんなのand」（作曲・演奏：DJ FUMIYA、歌：椎名琴音）
- 映画「花とアリス殺人事件」CM - ナレーション
- 「タウンワークス」ホーム編CM
- WOWOW 「目の前を、おもしろく。WOWOW」無料放送篇
- ミサワホーム 二世帯・三世代住宅「味噌汁の味」篇 - 姉 役[19]
- 大塚製薬 カロリーメイト「小さな栄養士　チーズ」篇 - 出演[20]
- 東京スカイツリータウン 6周年CM「カメラ女子編」（2018年4月 - ） - 中村涼子、森田亜沙美と共演[21]）
- 『ミドリ安全』TVCM「心やさしき総務部長」篇 - 歌唱・ナレーション（2019年）
- 日本和装 2019秋CM「5回じゃムリ」篇にて歌唱

## 作品

### 音楽作品
- ROADMAP（2013年12月、RIP SLYME）
  - 作詞：PES　作曲：DJ FUMIYA
  - RIP SLYMEのオリジナルアルバム『GOLDEN TIME』の7曲目に収録
  - SUとのデュエットソング
- 風が吹いてる（2014年6月、ヘクとパスカル)
  - 作曲：桑原まこ　作詞：岩井俊二
  - テレビ東京系列ドラマ『なぞの転校生』挿入歌
- ぼくら（2014年9月、ヘクとパスカル）
- Fish in the pool ヘクとパスカル
  - 映画「花とアリス殺人事件」主題歌
- 謎解きLIVE 美白島殺人事件（2015年7月18日 - 19日、NHK BSプレミアム）エンディングソング　ヘクとパスカル「猫と月」
- 「マイリトル映画祭」エンディングソング　ヘクとパスカル「テレビの海をクルージング」
- "my friend's birthday" 椎名琴音

短編映画森岡龍監督乃木坂46樋口日奈「明日から来た恋」テーマソング
1. 予告編

### デザイン
- ヘクとパスカル1st single 「風が吹いてる」ジャケットデザイン[要出典]
- RADIO EVAハンターカモ 帆布トートバッグ (Duoモデル)　ロゴデザイン
- RADIO EVATOKYO-III Handwrite Bandanaデザイン

### CM
- Google 2014年企業CM曲『みんなのand』(歌唱と作詞を担当)